# Marielle Heller
Pour les articles homonymes, voir Marielle et Heller.
Marielle Stiles Heller, née le 1er octobre 1979 dans le comté de Marin en Californie, est une actrice, réalisatrice et scénariste américaine.

## Biographie
En 2015, Marielle Heller réalise son premier long métrage avec The Diary of a Teenage Girl, une adaptation du roman de Phoebe Gloeckner.

## Filmographie

### Actrice

#### Cinéma
- 2001 : White Power (court métrage télévisé)
- 2002 : Spin City (série télévisée) : Carrie
- 2004 : The Liberation of Everyday Life (court métrage) : Flora
- 2005 : Awesometown (court métrage télévisé) : la serveuse
- 2008 : The All-For-Nots (série télévisée) : Heather
- 2009 : Single Dads (série télévisée) : Jill
- 2010 : MacGruber : Clocky
- 2014 : Balade entre les tombes : Marie Gotteskind
- 2013 : Paper Anchor : Caroline
- 2015 : Made in Hollywood (série télévisée) : elle-même
- 2015 : Días de cine (série télévisée) : elle-même
- 2015 : The IMDb Studio (TV Series short) : elle-même
- 2016 : Questions and Answers: Diary of a Teenage Girl (court métrage documentaire) : elle-même

#### Séries télévisées
- 2020 : Le Jeu de la Dame : Alma Wheatley, mère adoptive de Beth

### Réalisatrice
- 2015 : The Diary of a Teenage Girl
- 2015 : Transparent (série télévisée) (1 épisode)
- 2016 : Casual (série télévisée) (2 épisodes)
- 2018 : Les Faussaires de Manhattan (Can You Ever Forgive Me?)
- 2019 : L'Extraordinaire Mr. Rogers (A Beautiful Day in the Neighborhood)
- 2024 : Nightbitch

### Scénariste
- 2015 : The Diary of a Teenage Girl